# Chieti F.C. 1922
Maillots
Actualités
La Società Sportiva Dilettantistica Chieti F.C. 1922 est un club de football italien. Il est basé à Chieti dans la Province de Chieti, dans les Abruzzes. L'international italien Fabio Grosso a joué au club de 1998 à 2001.
Le Chieti joue depuis 1970 dans le Stade Guido-Angelini (capacité 12 750 places). Après de nombreuses années parmi les clubs professionnels (jusqu'en 2006), la société a été radiée, refondée comme ASD Chieti puis SSD Chieti et désormais Calcio Chieti, après avoir obtenu trois promotions en quatre ans (dont deux consécutives), il évolue en 2011/2012 en Ligue Pro Deuxième Division.

## Historique

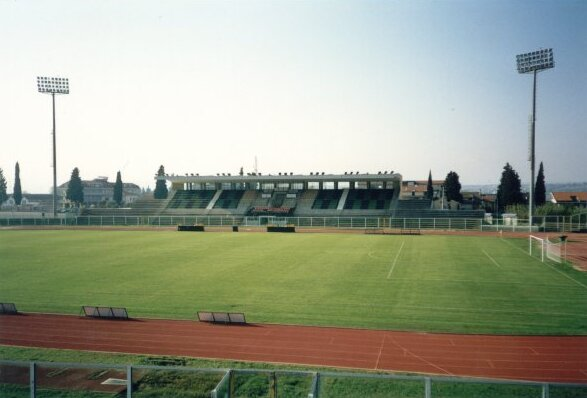
Guido Angelini stadium in Chieti en 2010

Fondé en 1922 comme la Società Sportiva Chieti 1922, l'ASD Chieti a participé à son premier championnat en 1975. Il joue ses matches à domicile dans le stade Guido Angelini (13 000 spectateurs). Après des années de football professionnel, le club a été radié en 2006. Après avoir été recréé et renommé A.S.D. Chieti en 2006, il est promu en 2008/2009 en Serie D, cinquième division du championnat italien. Il se maintient en Serie D à la fin de la saison.